# Fricativa dental sonora
| Fricativa dental sonora | Fricativa dental sonora |
| ----------------------- | ----------------------- |
| AFI – número            | 131                     |
| AFI – Unicode           | ð                       |
| AFI – imagem            |                         |
| Entidade HTML           | &#240;                  |
| X-SAMPA                 | D                       |
| Kirshenbaum             | D                       |
| Som Exemplo             |                         |

A fricativa dental sonora não-sibilante é um tipo de fone consonantal usado em algumas línguas. O símbolo que o representa no alfabeto fonético internacional é o ð, e seu símbolo equivalente no X-SAMPA é D. As fricativas dentais são ocasionalmente chamadas de interdentais porque são muitas vezes produzidas com a língua entre os dentes superiores e inferiores, não apenas com a língua enconstada na parte de trás dos dentes superiores, como acontece com a maior parte dos sons dentais.

## Características
- Seu modo de articulação é fricativo, o que significa que é produzido pela constrição do fluxo de ar por um canal estreito no ponto de articulação, causando turbulência.
- Seu ponto de articulação é dental, o que significa que é articulado com a língua encostada nos dentes superiores.
- É sonora em relação ao papel das cordas vocais, o que significa que estas vibram durante a articulação.
- É uma consoante oral, o que significa que o ar é deixado sair pela boca.
- É uma consoante central, o que significa que o ar é deixado sair por sobre o meio da língua, e não pelos lados.